# Милютин, Юрий Сергеевич
Ю́рий (Гео́ргий) Серге́евич Милю́тин (5 [18] апреля 1903, Москва — 9 июня 1968, Москва) — советский композитор, народный артист РСФСР (1964), лауреат Сталинской премии второй степени (1949).

## Биография
Юрий Милютин родился в Москве в семье служащего. В 1918 году окончил Московское Реальное училище Воскресенского. В 1917—1919 годах получил также начальное музыкальное образование на музыкальных курсах В. К. Коссовского. Был драматическим актёром в Камерном театре (1920), Московском театре имени Софронова (1921), а также в Московском Опытно-героическом театре (1922), к спектаклям которого («Копилка» Э. Лабиша и Н. Р. Эрдмана, «Женитьба» Н. В. Гоголя) 19-летний Ю. С. Милютин сочинил музыку.
В 1921 году окончил студию Московского Камерного театра. В 1924—1925 годах принят композитором и пианистом в эстрадный коллектив «Синяя блуза». Писал танцевальную музыку и песни, в частности, «Шумит ночной Марсель» (1924) на стихи Н. Р. Эрдмана, «Танго» (1924) и «На старой барже» (1926) на стихи О. Осенина для театров миниатюр «Кривой Джимми», «Павлиний хвост», кабаре «Нерыдай». В 1924 году состоялся дебют Милютина в качестве автора оперетты, когда на сцене Московского театра «Эрмитаж» была поставлена «Балерина императорских театров».
В 1929—1932 годах работал тапёром в московских кинотеатрах, заведовал музыкальной частью нескольких театров: студии Р. Н. Симонова, театра-студии под руководством Ю. А. Завадского и Театра сатиры, писал музыку к их постановкам. Для завершения музыкального образования в 1930 году поступил в Московский областной музыкальный техникум по отделению композиции (курс С. Н. Василенко и А. В. Александрова), окончил его в 1934 году. В 1933—1934 годах был заведующим музыкальной частью Гостеатра детской книги им. Халатова, где написал музыку и оформил два кукольных спектакля.
Широкую известность Милютину принесли патриотические песни 30-х годов и периода Великой Отечественной войны: «Гибель Чапаева» (1936, 1-я премия на конкурсе ЦК ВЛКСМ), «На Дальнем Востоке», «Нас не трогай» (обе — 1938), «Чайка» (1939), «Возле города Кронштадта», «Всё равно», «Голубой конверт» (все — 1942 года), «Под Белгородом» (1945) и др. Песни Юрия Сергеевича отличаются эмоциональной непосредственностью, мелодической ясностью, задушевным лиризмом. Эти черты характерны и для лучших его песен послевоенного периода — «Сирень-черёмуха» (1948), «Ленинские горы», «Морская гвардия», «Провожают гармониста», «Среди полей России» (все — 1949), «Синеглазая» (1955) и др.
В годы Великой Отечественной войны Юрий Сергеевич выступал с концертными бригадами в прифронтовых частях, в госпиталях, писал музыку для военных ансамблей и хоров.
С 1945 года основное внимание уделял жанру оперетты. Сценическим произведениям Милютина, по оценкам критики, свойственны стремительность развития действия, чёткость музыкальных характеристик. Автор часто использует в опереттах элементы фольклора (русского, гуцульского, латиноамериканского). Среди наиболее известных работ в этом жанре — «Девичий переполох», «Трембита», «Поцелуй Чаниты», «Цирк зажигает огни». Оперетты Милютина ставились и в театрах стран социалистического блока (Лейпциг, Будапешт, Бухарест, Прага, Брно, София, и др.).
Член КПСС с 1952 года. Скончался 9 июня 1968 года от болезни сердца. Похоронен в Москве на Новодевичьем кладбище (участок № 7).

## Творчество

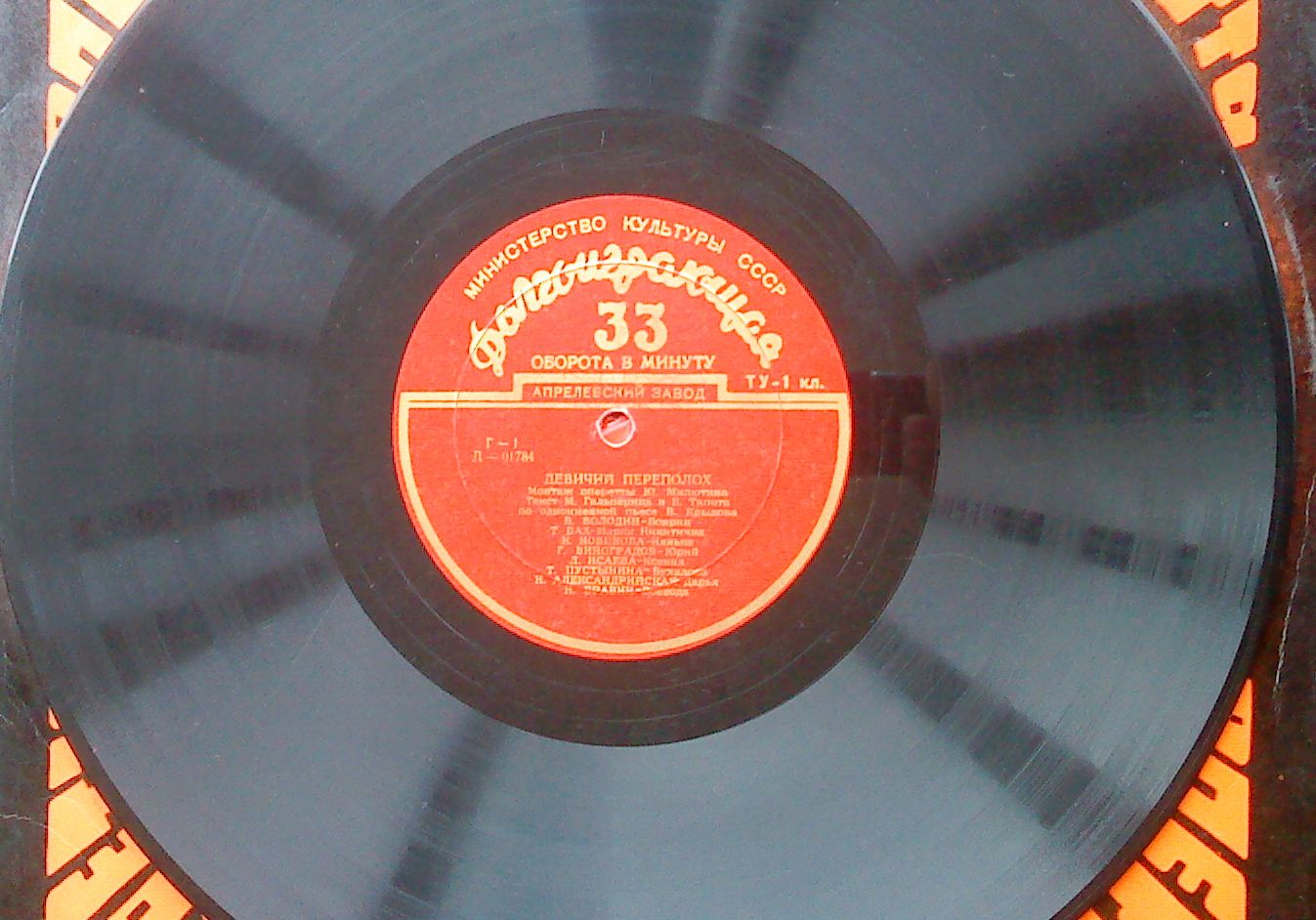
Грампластинка Апрелевского завода с опереттой «Девичий переполох», 1956 год

### Оперетты
- «Балерина императорских театров» (1924, Московский театр «Эрмитаж»)
- «Жизнь актёра» (1940, Московская оперетта)
- «Девичий переполох» (1945, Ленинградский театр музыкальной комедии)
- «Беспокойное счастье» (1947, там же)
- «Трембита» (1949, Московская оперетта)
- «Первая любовь» (1953, там же)
- «Поцелуй Чаниты» (1957, там же)
- «Фонари-фонарики» (1958, там же)
- «Цирк зажигает огни» (1960, там же)
- «Анютины глазки» (1964, Свердловский театр музыкальной комедии)
- «Тихое семейство» (1968, Московская оперетта, посмертно, по пьесе Луи Белля)

### Кукольные спектакли
- «Петрушкины игрушки» (1933, кукольный Гостеатр детской книги, Москва)
- «Сказка о Попе и работнике его Балде» (1933, кукольный Гостеатр детской книги, Москва)

### Фильмография
Музыка Юрия Милютина звучит в фильмах:
- 1936 — Карл Бруннер
- 1939 — Моряки
- 1941 — Дочь моряка
- 1941 — Морской ястреб
- 1941 — Сердца четырёх
- 1942 — Антоша Рыбкин
- 1945 — В дальнем плавании
- 1945 — Дом № 13 (мультипликационный фильм)
- 1946 — Беспокойное хозяйство
- 1968 — Трембита
- 1972 — Цирк зажигает огни
- 1974 — Поцелуй Чаниты

### Песни
- Аврора (М. Лисянский) — исп. Артур Эйзен
- Береги, солдат (М. Лисянский) — исп. Иван Букреев
- В рабочем посёлке (А. Фатьянов) — исп. Георг Отс
- Вальс — исп. Оркестр п/у Виктора Кнушевицкого
- Вдаль бежит дорожка (А. Софронов) — исп. Людмила Целиковская
- Возле города Кронштадта (В. Винников) — исп. Михаил Михайлов
- Всё равно (Ц. Солодарь) — исп. Владимир Нечаев
- Всё стало вокруг голубым и зелёным (из к/ф «Сердца четырёх», Е. Долматовский) — исп. Валентина Серова, Зинаида Тарская, Вера Красовицкая, Надежда Обухова
- Гибель Чапаева (З. Александрова) — исп. Алексей Королёв
- Гнездо разорили мальчишки (М. Лисянский) — исп. Гелена Великанова
- Голубой конверт (В. Замятин) — исп. Сергей Лемешев
- Дальневосточная (В. Винников) — исп. Павел Михайлов и Владимир Тютюнник
- Добряк-холостяк (А. Софронов) — исп. Михаил Жаров
- Дружные ребята (В. Лебедев-Кумач) — исп. Детский хор ЦПКиО
- Дуэт Аниты и Рамона из оперетты «Поцелуй Чаниты» — Анна Котова и Анатолий Пиневич
- Дуэт Миколы и Василины из оперетты «Трембита» — Евдокия Лебедева и Николай Рубан
- Дуэт Олеси и Миколы из оперетты «Трембита» — Татьяна Санина и Николай Рубан
- Если любишь меня (С. Васильев) — исп. Виталий Власов
- Когда поют солдаты (М. Лисянский) — исп. Лев Лещенко и ансамбль МВД СССР
- Комсомольцы-москвичи (В. Лебедев-Кумач) — исп. Анатолий Орфёнов
- Ледоход (О. Гаджикасимов) — исп. Ирина Бржевская
- Ленинские горы (Е. Долматовский) — исп. Владимир Нечаев, Георгий Виноградов, Иван Шмелёв
- Матушка-зима (из оперетты «Любушка») — исп. Николай Рубан
- Молодые моряки (В. Гусев) — исп. Георгий Виноградов
- Морская гвардия (В. Лебедев-Кумач) — исп. ансамбль им. Александрова, солист К. Герасимов
- Морской ястреб (Е. Долматовский) — исп. Пётр Киричек, Алексей Кмит, Чеслав Сушкевич, Иосиф Кобзон
- Мы из Одессы, моряки (В. Гусев) — из к/ф «Дочь моряка» — исп. Клавдия Шульженко
- На Дальнем Востоке (В. Гусев) — исп. Алексей Королёв
- Наболевший вопрос (Е. Шатуновский) — исп. Ирина Бржевская
- Нас не трогай (В. Лебедев-Кумач) — исп. И. Мищенко, А. Симонов, Н. Кутузов, А. Конев
- Наше завтра (Е. Шатуновский) — исп. Виталий Власов
- Наши песни будут петь при коммунизме (Е. Шатуновский) — исп. Александр Поляков
- Не скрывай (В. Лебедев-Кумач) — исп. Клавдия Шульженко
- Песня Наташи из оперетты «Беспокойное счастье» (В. Типот) — исп. Капиталина Лазаренко
- Песня о Париже (А. Софронов) — исп. Владимир Бунчиков
- Песня о скворце (В. Винников) — исп. Павел Михайлов
- Песня о Цусиме (В. Лебедев-Кумач) — из к/ф «Дочь моряка» — исп. АПП ТФ
- Песня Чаны из оперетты «Поцелуй Чаниты» (Е. Шатуновский) — исп. Татьяна Шмыга
- Песня Шуры из к/ф «Сердца четырёх» (Е. Долматовский) — исп. Людмила Целиковская
- Песня Юрия из оперетты «Девичий переполох» (В. Типот) — исп. Георгий Виноградов
- Поёт надо мною синица (А. Софронов) — исп. Людмила Целиковская
- Посреди полей России (Е. Долматовский) — исп. Владимир Нечаев
- Провожают гармониста (Е. Долматовский) — исп. Владимир Нечаев, Михаил Михайлов, Сергей Лемешев
- Романсеро Пабло из оперетты «Поцелуй Чаниты» (Е. Шатуновский) — исп. Аскольд Беседин
- Сегодня мне не весело (А. Фатьянов) — исп. Владимир Нечаев
- Синеглазая (Е. Долматовский) — исп. Владимир Нечаев, Виталий Власов
- Сирень-черёмуха (А. Софронов) — исп. А. Бабин, Владимир Нечаев, Виталий Власов, Виталий Доронин, Леонид Серебренников
- Сокольники (С. Островой) — исп. Владимир Нечаев
- Тайга (В. Типот) — исп. Владимир Бунчиков, Георг Отс
- Утро нашей Родины (Е. Долматовский) — исп. Павел Лисициан
- Фонари-фонарики (Е. Шатуновский) — исп. Виктор Беседин
- Ходят тучи в небе тёмном (А. Фатьянов) — исп. Нина Поставничева
- Чайка (В. Лебедев-Кумач, из к/ф «Моряки») — исп. Александра Тимошаева, Елизавета Долина, Людмила Белобрагина, Эдита Пьеха
- Это всё — Россия (А. Фатьянов) — исп. Антон Григорьев
- Это мы — краснофлотцы (В. Лебедев-Кумач) — из к/ф «Моряки»
- Юго-Западный район (Е. Долматовский) — исп. Иван Букреев, Виталий Власов

## Награды и премии
- Народный артист РСФСР (1964)
- Заслуженный деятель искусств РСФСР (1953)
- Сталинская премия второй степени (1949) — за песни «Ленинские горы», «Сирень-черёмуха», «Морская гвардия»[4]